# Seamus Tansey
Seamus Tansey (ou Séamus Tansey) est un flûtiste né à Gurteen dans le comté de Sligo (République d'Irlande) en 1943. Il remporte le titre de All-Ireland Fleadh Championship en 1965. Il se produit également en jouant du tin whistle et du bodhrán.
Ce flûtiste est connu pour jouer d'une Irish flute Rudall & Rose sur laquelle il a démonté les clés et bouché les trous correspondants. On retrouve dans son jeu et son interprétation l'influence de Jim Donoghue, célèbre joueur de tin whistle.

## Discographie partielle
- The Breeze From Erin, 1969, avec Willie Clancy (Uilleann pipes et tin whistle), Festy Conlan (tin whistle), Tim Lyons (accordéon), Tony McMahon (accordéon) et Reg Hall (piano) ;
- Music from the Coleman Country, 1972 ;
- Traditional music from Sligo, 1973, avec Joe Sheridan (accordéon), Bernadette Sheridan (bodhrán) et Bernadette Grehan (guitare à douze cordes) ;
- King of the Concert Flute, 1976 ;
- Rosin the Bow, 1976 ;
- Jigs Reels and Airs, 1981 ;
- Easter Snow, 1997, avec Alison Kinnaird (harpe celtique), Tony McManus (guitare), John McCusker (clavier et cistre), Robin Morton (bodhrán) ;
- To Hell with the Begrudgers,  1998, avec Jim McKillop (fiddle) ;
- Words and Music, 2001.